# Frondophyllas
Frondophyllas é um gênero de rangeomorfo do período Ediacarano, que existiu no que hoje é Terra Nova, Canadá.

## Descrição
O gênero possuí uma estrutura única flexível, com uma estrutura ramificada em escala fina que se assemelha á dos rangeomorfos charnídeos.